# Rosanna Rocci
Rosanna Rocci (Solothurn, 28 oktober 1968) is een Italiaanse schlagerzangeres.

## Jeugd en opleiding
Rosanna Rocci groeide op in Zwitserland. Op 4-jarige leeftijd verhuisde ze met haar familie naar Italië in de Abruzzen. Daar verbracht ze met haar twee zussen haar verdere kindheid. Ze leerde vroeg organetto spelen, hetgeen in Italië slechts voor mannen was weggelegd.

## Carrière
Naar aanleiding van een evenement in Duitsland speelde Rocci voor bij de componiste Hanne Haller en de tekstschrijver Bernd Meinunger, die haar naar Duitsland haalden. Zo kwam ze naar Kempten. Vervolgens werden met haar schlagers in de Engelse en Italiaanse taal geproduceerd. Aan het begin van de jaren 1990 ging Rocci met Tony Christie en Umberto Tozzi op tournee en werd zo internationaal bekend. Ze was te gast in talrijke hitparaden en tv-evenementen. Vanaf 1992 maakte ze ook Duitse opnamen. Naast solo-optredens en solo-opnamen treedt ze sinds 1999 ook op als duo, samen met haar echtgenoot Michael Morgan. Haar eerste hit was Ich gehör zu dir, waarmee ze de Goldene Muse won bij de Deutsche Schlager-Festspiele 1999.

## Privéleven
Rocci was sinds 1997 getrouwd met Michael Morgan en heeft een zoon van hem. In juni 2012 werd dit huwelijk officieel ontbonden.

## Discografie

### Singles
- ####: La mia Musica
- 1990: Mister, Mister
- 1991: My family
- 1991: Theresa
- 1992: Chaka Chaka
- 1993: Wer die Augen schließt (wird nie die Wahrheit seh'n) (als deel van Mut zur Menschlichkeit)
- 1994: Vino e Pane
- 1995: Perche no - warum nicht
- 1996: Mamma Mia
- 1996: Ciao mio amore (met Andreas Fulterer)
- 1997: Ritornerai
- 1999: Ich gehör zu Dir (met Michael Morgan)
- 2001: Un Poco di Amore
- 2002: Un Anno d'Amore
- 2005: Arrivederci Hans
- 2007: E Pericoloso
- 2007: Ich bin aus dem Süden
- 2011: Du bist kein Americano
- 2012: Olé Olá - heisser als Fieber
- 2019: Tutto o niente (Gefährliches Spiel)
- 2019: Solo Amore (Tropical Mix)
- 2019: Solo Con Te

### Albums
- 1992: Rosanna
- 1994: Kopfüber ins Leben
- 1996: Mein Feuer brennt
- 1998: Amore, Amore
- 1999: Emozioni
- 2001: Ich lebe für dich (met Michael Morgan)
- 2001: Herz über Kopf verliebt
- 2001: Rosanna
- 2001: Un Poco di Amore
- 2002: Dolce Vita
- 2002: Kopfüber ins Leben
- 2003: Aber bitte mit Herz
- 2003: Ti Amo Ancora
- 2004: Felicita - Liebe hautnah (met Michael Morgan)
- 2005: Das fühlt sich gut an
- 2007: Die grössten Single-Hits
- 2007: 100% Rosanna
- 2009: Solo con te - Nur mit Dir
- 2012: Glücksgefühle
- 2019: 5.0

- Gemeinsame Normdatei: 134670000
- International Standard Name Identifier: 0000 0001 3283 3427
- MusicBrainz: 4d7ebadc-2bdb-4343-b0f5-27965993e3aa
- Virtual International Authority File: 79722769
- WorldCat: E39PBJpjcJkkVmfkxc6v6pPxXd